# Lyra viol
La lyra viol è un tipo di viola da gamba bassa piccola inglese, diffusa nel XVII secolo. Il nome deriva dal lirone, strumento dal quale probabilmente discende e con il quale condivide una simile tecnica d'arco per suonare gli accordi. Nel resto d'Europa era chiamata anche viola bastarda, gambe d'amour o basse de viole d'amour.
Lo strumento presenta differenze fisiche abbastanza ridotte rispetto alle altre consort viol, tuttavia ha un proprio specifico repertorio piuttosto vasto e musicalmente significativo. Per via del numero di corde e del ponticello poco arcuato, la lyra viol si presta bene all'esecuzione di musica polifonica. Grazie all'ampia estensione e alle sue dimensioni relativamente contenute rispetto ad altri tagli di viola da gamba bassa, era più adatta rispetto a queste ultime per l'esecuzione di linee melodiche con passaggi rapidi e complessi.
La lyra viol è uno strumento che ha coniugato due importanti capacità, quella di strumento polifonico con buone possibilità armoniche (indispensabili per strumenti delegati ad eseguire il basso continuo, come clavicembalo e liuti) e quello di strumento in grado di suonare una linea melodica ricca e con grandi capacità espressive (analogamente al violino, che dal Settecento si affermerà proprio per questa qualità). La lyra viol ricopriva bene entrambi i ruoli e per questo le sue qualità musicali sono state giudicate equiparabili a strumenti come il liuto e il violino, rispettivamente da autori quali Tobias Hume e Roger North.

## Storia
La lyra viol nasce in Inghilterra. Deriva forse dalla lira da gamba italiana, introdotta in terra inglese intorno al 1560 da Alfonso Ferrabosco l'anziano. È forse identificabile con uno strumento (una viola bastarda) ritratto nella tavola XX del secondo volume (De Organographia) del Syntagma Musicum di Michael Praetorius. Tale strumento è più grande di una viola da gamba tenore, con due fori a C e un foro a rosetta centrale, munita di sette tasti.
Lo strumento si è sviluppato solo in Inghilterra ed inglesi sono stati tutti i suoi principali virtuosi. Tra essi, si annoverano John Price, musicista in servizio alla corte del Württemberg intorno al 1610 e Walter Roy, in servizio alla corte di Brandeburgo intorno al 1626.

## Caratteristiche costruttive
John Playford descrive a lyra viol come la più piccola fra le tre taglie di viola da gamba bassa di uso comune all'epoca in Inghilterra: la consort bass, la division viol e la stessa lyra viol.
La lyra viol aveva tipicamente sei corde in budello, ma ci sono anche alcune composizioni per strumenti a quattro o sette corde. L'accordatura era, per motivi tecnici, fortemente variabile. Christopher Simpson annota che le corde avevano calibri più leggeri, erano più prossime alla tastiera e il ponte era più piatto rispetto alle altre taglie di viola da gamba bassa. Queste caratteristiche probabilmente servivano a semplificare l'esecuzione degli accordi. Oltre queste peculiarità, la lyra viol non differiva in maniera significativa dagli altri tipi di viola da gamba ed in linea di massima il repertorio per la lyra poteva essere eseguito anche su altri tipi di viola bassa. In proposito, si parla di suonare la viola lyra-way (alla maniera della lyra).
Nel XVII secolo in Inghilterra è stata sperimentata l'aggiunta di corde di risonanza, che tuttavia non hanno goduto di particolare successo e sono state abbandonate presto (portando probabilmente, invece, allo sviluppo del baryton). Uno strumento di questo tipo, con otto corde metalliche di risonanza che sporgono dal manico sul lato dei bassi, viene descritto nel Syntagma musicum come propriamente inglese: tale variante dello strumento è attribuita da John Playford a Daniel Farrant e ha avuto scarsa diffusione.

## Tecnica esecutiva

### Polifonia
La scrittura polifonica è idiomatica per la lyra viol. La prima descrizione di polifonia per viole da gamba risale ad un trattato di Johannes Tinctoris (nel suo trattato De inventione et usu musicae) ed i suoi primi sviluppi nel repertorio gambistico sono attribuiti a Sylvestro di Ganassi dal Fontego, a metà del Cinquecento. La scrittura per la lyra viol è simile alla musica per liuto, con il numero di voci che tipicamente varia lungo i brani in maniera piuttosto libera, a differenza della musica per clavicembalo e altre tastiere dove il numero di voci solitamente si mantiene costante. Essendo però uno strumento ad arco, a differenza del liuto o degli strumenti a tastiera gli accordi devono necessariamente essere costruiti usando corde fra loro adiacenti, portando ad una scrittura tendenzialmente a voci chiuse, con la frequente presenza di unisoni (che servivano anche ad imitare le coppie di corde unisone dei liuti).

### Scordatura
Per i precedenti motivi, la scordatura era una tecnica impiegata ordinariamente e nel XVII secolo venivano usate più di sessanta differenti accordature per questo strumento. Le scordature erano studiate per avere il maggior numero di note importanti della scala sulle corde vuote ed i pezzi erano raggruppati in modo da ridurre al minimo i cambi di accordatura quando venivano eseguiti in successione. In base alla musica pervenuta ai giorni nostri, all'inizio del Seicento solo tre o quattro accordature erano usate comunemente, ma nella seconda metà del secolo si sono diffuse molte altre accordature (di cui almeno otto compaiono esclusivamente in fonti non inglesi). Le accordature prevalenti erano per quarte e quinte, derivanti dalla lira rinascimentale; alcune, mutuate da altre viole da gamba o dalla bandora, avevano una quarta e una terza al centro, mentre altre accordature erano dette harp-way.

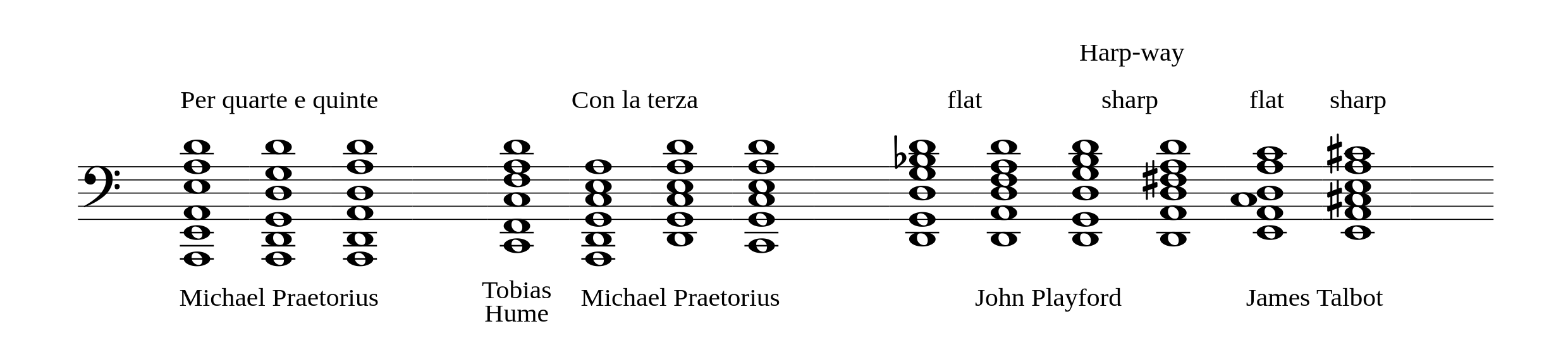
Alcune accordature usate sulla lyra viol.

In proposito del proliferare di accordature differenti, Thomas Mace scriveva che:
(Thomas Mace, Musick's Monument)

### Tecniche particolari

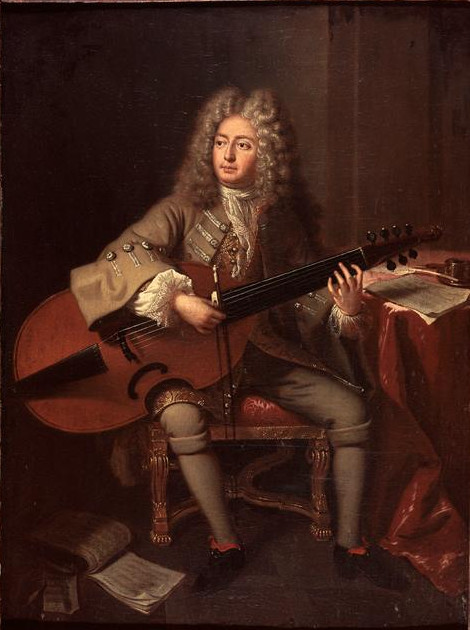
Ritratto di Marin Marais che tiene una viola da gamba alla maniera del liuto.

Una tecnica d'ornamentazione impiegata frequentemente era nota come thump, e consisteva nel pizzicare le corde vuote con le dita della mano sinistra: è probabilmente la progenitrice della tecnica del baryton che prevede di pizzicare le corde di risonanza dello strumento. Il thump era impiegato soprattutto con accordature che permettevano di suonare triadi usando le corde vuote. Alcune fonti indicano l'uso del pizzicato con la mano destra (tenendo l'arco in mano oppure poggiandolo da parte). I primi riferimenti a queste tecniche risalgono a The First Part of Ayres di Tobias Hume (1605), composta alcuni anni prima del Combattimento di Tancredi e Clorinda di Monteverdi (1624), che è usualmente citato come primo pezzo nel quale si fa espressamente uso della tecnica del pizzicato. La stessa raccolta è anche la prima fonte nella quale si fa uso della tecnica col legno, impiegata talvolta nella musica per lyra viol.
Alcune fonti suggeriscono che la lyra viol venisse talvolta suonata alla maniera del liuto, tenendola in grembo e pizzicandone le corde.

## Repertorio
Molti dei principali compositori inglesi del XVII secolo hanno scritto musica per la lyra viol, da semplici linee melodiche a duetti e trii per lyre, formazioni con altri strumenti o accompagnamenti di musica vocale. Sono pervenute diciotto edizioni a stampa (pubblicate tra il 1601 e il 1682) e più di cinquanta manoscritti, che variano da frammenti ad intere antologie. Buona parte di queste musiche (tutte le fonti pervenute ai giorni nostri, tranne un manoscritto) erano scritte in intavolatura, principalmente intavolature per liuto francese, più raramente per liuto italiano (usate ad esempio da Ganassi nella Regola Rubertina) o tedesco.
A Tobias Hume si deve The First Part of Ayres (1605), una raccolta che comprende brani per lyra viol sola, per due lyre e altre viole. Alfonso Ferrabosco il giovane ha scritto le Lessons for the Lyra Viol (c. 1609), mentre a John Playford si deve l'antologia Musick's Recreation on the Viol, Lyra-Way (1652). Altri compositori notevoli furono John Cooper, John Jenkins, Christopher Simpson, Charles Coleman e William Lawes.